# Transformers: Super-God Masterforce
Transformers: Super-God Masterforce (jap. (トランスフォーマー 超神マスターフォース Tatakae! Chō Robot Seimeitai Transformers Chōjin Masterforce, Fight! Super Robot Lifeform Transformers: Super-God Masterforce) – japoński serial animowany z serii Transformers wyprodukowany przez Toei Animation, emitowany w latach 1988-1989. Jest to spin-off oryginalnej serii Transformers z lat 1984-1987.

## Obsada
Opracowane na podstawie materiału źródłowego.
- Miyoko Aoba — Madonna (odcinek 1.)
- Hiroko Emori — Cab, Naukowiec (odcinek 35.)
- Rika Fukami — Stewardes (odcinek 3.)
- Banjō Ginga — Black Zarak
- Daisuke Gōri — Dauros, S. Pakinper (odcinek 24.)
- Kimie Hantani — Dziewczyna A (odcinek 23.)
- Show Hayami — Sixknight
- Akari Hibino — Cancer
- Masato Hirano — King Poseidon, Phoenix, Turtler, Master (odcinek 24.)
- Hideyuki Hori — Chromedome
- Yukitoshi Hori — Overseer (odcinek 13.), Sailor B (odcinek 34.)
- Teiyū Ichiryūsai — Chang (odcinek 36.)
- Toshiro Ishii — Profesor Blanieux
- Hirohiko Kakegawa — Informator, Komputer, Reżyser, Pracownicy kopalni, Młoda C
- Tsutomu Kashiwakura — Lightfoot
- Takeshi Kusao — Clouder
- Tomoko Maruo — Chłopiec A (odcinek 23.)
- Ginzō Matsuo — Reżyser (odcinek 22.)
- Yūji Mikimoto — Diver
- Sanae Miyuki — Mała dziewczynka (odcinek 5.)
- Katsuji Mori — Metalhawk
- Michio Nakao — Załoga inek 10.), Nurek D (odcinek 11.), Pilot (odcinek 18.), Patron (odcinek 19.)
- Keiichi Nanba — Wilder
- Tomomichi Nishimura — Nurek C
- Keiichi Noda — Narrator, Profesor Gō, Giga, Overlord, Ricky
- Shinji Ogawa — Dr. Rhodan (odcinek 21.)
- Yuka Ōno — Operator (odcinek 10.), Pielęgniarka (odcinek 25.)
- Hōchū Ōtsuka — Ranger, Billy Husky, Sam
- Masaharu Satō — Gilmer, Leftfoot, Warship captain, Guardminder A
- Yūki Satō — Coach, Pilot, Youth B
- Ikuya Sawaki — Grand/Grand Maximus, Kaplan, Rent-a-car seller
- Hidekatsu Shibata — Devil Z
- Kaneto Shiozawa — Road King
- Kōzō Shioya — Bullhorn
- Yoku Shioya — Buster, Darkwings, Pilot (odcinek 34.)
- Mayumi Shō — Mary (odcinek 6.)
- Tomiko Suzuki — Tony (odcinek 15.)
- Hiroshi Takemura — Ginrai, Chris (odcinek 6.)
- Ryōichi Tanaka — Lander, Dado
- Isamu Tanonaka — Donq
- Kan Tokumaru — Germain (#19)
- Yumi Tōma — Shūta Gō
- Kōji Totani — Blood
- Hiromi Tsuru — Copo (odcinek 21.)
- Noriko Uemura — Child (odcinek 15.)
- Megumi Urawa — Dziewczyna B (odcinek 23.)
- Fushigi Yamada — Browning, Papuga Caba
- Ken Yamaguchi — Hydra, Darkwings, Kapitan statku (odcinek 1.), Doktor (odcinek 4.), Pilot (odcinek 34.)
- Yuriko Yamamoto — Minerva
- Maki Yaosaka — Nauczycielka (odcinek 23.)
- Yūsaku Yara — Ojciec Minervy (odcinek 3.)
- Rihoko Yoshida — Mega

## Odcinki
Opracowane na podstawie materiału źródłowego.
1. Rise Up!! Pretenders
2. Terror! The Decepticons Manhunt
3. Kidnapping!? The Targeted Jumbo Jet
4. Birth! Headmaster Jrs
5. Rage!! Little Devils with No Need for Rules
6. Go, Goshooter - Showdown in the Wasteland
7. Panic! Protect the Wild Animals!!
8. Super Warriors - The Godmaster Brothers
9. A Fierce Battle!! The Autobots Are in Trouble
10. A Hero Is Chosen - His Name Is Ginrai
11. Ginrai: God On of Rage!!
12. A Strange Friendship: Cancer and Minerva
13. Friend or Foe!? The True Form of the Monster!!
14. Eliminate the Godmaster Ginrai
15. Heroism!! The Birth of Super Ginrai
16. Lightfoot: A Dramatic Encounter
17. An Enemy? The Third Godmaster, Ranger
18. A Powerful Foe!! Sixknight the Wanderer
19. Assemble! The Four Godmaster Gunmen
20. The Autobot Warrior, Sixknight?!
21. Save the Little Girl! The Chōjin Warriors, the Godmasters
22. Life? Death? The Desperate Lightfoot
23. Expose the Decepticons' Dark Trap!
24. Super Ginrai Gets Blown Away in the Desert!?
25. Will the Bomber Project Be Destroyed!?
26. God Ginrai - Into the Sky!!
27. God Ginrai - Showdown on the Surface of the Moon
28. Overlord - Terror of the Chōkon Tornado
29. Escape!! The Underwater Volcano Erupts
30. Destroy Godbomber!!
31. Appearance!! The Final Godmaster
32. Secret Orders! Destroy the Autobot Base!!
33. Disaster! The Autobot Base Explodes
34. BlackZarak - Destroyer from Space
35. Crisis! The Day of Human Extinction
36. God Ginrai - Save Cancer!?
37. God Ginrai: Showdown at the Decepticon Base
38. The Ultimate Combination!! BlackZarak, the New Lifeform
39. Battle to the Death!! God Ginrai VS Darkwings Reborn
40. Autobots! Desperate Attack!!
41. Malevolent and Inhuman! The True Form of Devil Z
42. A Battle... and Then...
43. Fight! Super Ginrai!! (klip)
44. Begin the Bomber Project! The Creation of God Ginrai (klip)
45. The Secret of Godbomber! (klip)
46. Great Turn-Around! Autobot Warriors! (klip)
47. You Too Use the Masterforce to Transform Shūta and Grand's Masterforce Super-Secrets! (klip)

## Wersje językowe
Serial ten, podobnie jak Headmasters i Victory został zdubbingowany na język angielski w Hongkongu na początku lat 90. przez firmę Omni Productions, pierwotnie do emisji na malezyjskim kanale RTM-1, później na singapurskiej Star TV, gdzie zyskał większy rozgłos. Czołówka Transformers: Victory (z angielskim tytułem) została wykorzystana do wszystkich trzech serii i emitowane były one pod zbiorczą nazwą "Transformers Takara". Dubbing ten znany jest z racji na liczbę błędy w tłumaczeniu, przeinaczenie wielu imion bohaterów i grę aktorską. Przed 1995 r. dubbing ten został zakupiony przez Sunbow Productions, które było właścicielem praw do oryginalnej serii Transformers. W przypadku serii Super-God Masterforce, z racji na to iż większość postaci była oparta na modelach dostępnych w USA, to nadano im ich zachodnie odpowiedniki. Z tego powodu postać o imieniu Ginrai występuje w dubbingu jako Optimus Prime, a mała blondynka Minerva jako Nightbeat. Mimo wielu żądań fanów, seria nigdy nie została oficjalnie wydana z dubbingiem w USA ze względu na niską jakość tłumaczenia.
Z nieznanych przyczyn był to pierwszy serial o Transformerach wyemitowany w Rosji. Pozostałe japońskie kontynuację zostały wyemitowane w niepoprawnej kolejności, co prowadziło do problemów ze zrozumieniem ciągłości fabularnej.